# 北ロル語
北ロル語（きたロルご）はロル語の方言である。